# Grammy Latino de 2024
A 25.ª entrega anual do Grammy Latino foi realizada em 14 de novembro de 2024 na Kaseya Center, em parceria com o condado de Miami-Dade e o Greater Miami Convention & Visitors Bureau (GMCVB), em Miami, Flórida, nos Estados Unidos, marcando a terceira vez que a premiação foi realizada em Miami depois das edições de 2003 e 2020. Homenageou os melhores trabalhos da música latina lançados de 1 de junho de 2023 a 31 de maio de 2024, conforme determinado pelos membros da Academia Latina da Gravação. A atriz porto-riquenha Roselyn Sánchez apresentou a cerimônia.
O cantor colombiano Carlos Vives foi homenageado como a Personalidade do Ano da Academia Latina da Gravação. Os músicos e cantores Albita, Lolita Flores, Alejandro Lerner, Los Ángeles Azules, Draco Rosa e Lulu Santos receberam o Prêmio à Excelência Musical, enquanto Ángel "Cucco" Peña e Chucho Rincón receberam o Prêmio da Junta Diretiva. As indicações foram anunciadas em 17 de setembro de 2024; Édgar Barrera liderou pelo segundo ano consecutivo, recebendo nove indicações. Juan Luis Guerra foi o maior vencedor da noite com quatro prêmios.

## Antecedentes
Em março de 2024, a Academia Latina da Gravação anunciou diversas mudanças para diferentes categorias:

### Mudanças de categoria
- Requisito Linguístico: Para que uma gravação seja elegível, agora é necessário que pelo menos 60% do seu conteúdo seja em espanhol, português, ou em línguas, dialetos ou expressões idiomáticas reconhecidas na Ibero-América. Anteriormente, o requisito era de 51%.[6]
- Novas Categorias: Foram introduzidas duas novas categorias: Melhor Performance de Música Eletrônica Latina, no novo Campo de Música Eletrônica, e Melhor Álbum de Música Mexicana Contemporânea.
- Mudança de Nome: A categoria Melhor Álbum de MPB (Música Popular Brasileira) foi renomeada para Melhor Álbum de MAPB (Música Afro-Portuguesa-Brasileira).
- Requisitos para Melhor Canção de Cantor e Compositor: Agora, para ser elegível, a música deve ser nova e composta e interpretada 100% pelos cantor(es) e compositor(es).
- Duração dos Videoclipes: A duração mínima dos vídeos qualificados para a categoria Melhor Videoclipe Longo foi reduzida de 20 minutos para 12 minutos.
- Novas Regras de Indicações: A quantidade de indicações será baseada no número de inscrições por categoria:
  - "Se uma categoria receber entre 25 e 39 inscrições, apenas três gravações receberão indicações naquele ano. Se houver menos de 25 inscrições em uma categoria, essa categoria entrará imediatamente em hiato para o ano atual e as inscrições serão selecionadas na próxima categoria mais lógica. Se uma categoria receber menos de 25 inscrições por três anos consecutivos, a categoria será descontinuada e as inscrições serão inseridas na próxima categoria mais apropriada".

## Vencedores e indicados
As indicações foram reveladas em 17 de setembro de 2024, durante uma transmissão ao vivo apresentada por Natalia Lafourcade, Luis Fonsi, Gilberto Gil, Juanes, Gente de Zona, Draco Rosa e Nathy Peluso. Pelo segundo ano consecutivo, o produtor e compositor mexicano-americano Édgar Barrera liderou as indicações, com nove no total. Ele é seguido por Karol G e Bad Bunny, ambos com oito, e Kevyn Mauricio Cruz com seis indicações. Feid, Kany García, Carin Leon e Kali Uchis receberam quatro indicações. Juan Luis Guerra foi o mais premiado da noite, ganhando quatro prêmios de cinco indicações. Nathy Peluso e Edgar Barrera venceram três prêmios cada.
Os vencedores estão listados em primeiro e destacados em negrito.

### Geral
| Gravação do Ano - "Mambo 23" – Juan Luis Guerra 4.40 - "Mil Veces" – Anitta - "Monaco" – Bad Bunny - "Una Vida Pasada" – Camilo & Carín León - "Catalina" – Cimafunk & Monsieur Periné - "Derrumbe" – Jorge Drexler - "Con Dinero y Sin Dinero" – Fonseca & Grupo Niche - "Mi Ex Tenía Razón" – Karol G - "Tenochtitlán" – Mon Laferte - "Igual Que un Ángel" – Kali Uchis & Peso Pluma                                                                                     | Álbum do Ano - Radio Güira – Juan Luis Guerra 4.40 - Bolero – Ángela Aguilar - Cuatro – Camilo - Xande Canta Caetano – Xande de Pilares - Mañana Será Bonito (Bichota Season) – Karol G - García – Kany García - Autopoiética – Mon Laferte - Boca Chueca, Vol. 1 – Carín León - Las Letras Ya No Importan – Residente - Las Mujeres Ya No Lloran – Shakira |
| Canção do Ano - "Derrumbe" – Jorge Drexler - "A Fuego Lento" – Daymé Arocena & Vicente García - "A la Mitad" – Maura Nava - "Aún Me Sigo Encontrando" – Gian Marco & Rubén Blades - "Caracas en el 2000" – Elena Rose, Danny Ocean & Jerry Di - "(Entre Paréntesis)" – Shakira & Grupo Frontera - "Mi Ex Tenía Razón" – Karol G - "Según Quién" – Maluma & Carín León - "Te Lo Agradezco" – Kany García & Carín León - "313" – Residente, Sílvia Pérez Cruz & Penélope Cruz | Melhor Artista Revelação - Ela Taubert - Agris - Kevin Aguilar - Darumas - Nicolle Horbath - Latin Mafia - Cacá Magalhães - Os Garotin - Íñigo Quintero - Sofi Saar |

### Música pop
| Melhor Álbum Pop Vocal | Melhor Álbum Pop Vocal Tradicional |
| --- | --- |
| - El Viaje – Luis Fonsi - Tofu – Caloncho - .mp3 – Emilia - Hotel Caracas – Mau y Ricky - Orquídeas – Kali Uchis - Escrita – Nicole Zignago                                                                                       | - García – Kany García - Obras Maestras – Diego El Cigala - Mar Adentro – Juliana - Aún Me Sigo Encontrando – Gian Marco - Almas Paralelas – Laura Pausini |
| Melhor Canção Pop | |
| - "Feriado" – Rawayana - "A la Mitad" – Maura Nava - "A las 3" – Paty Cantú & León Leiden - "Ahora" – David Bisbal & Carlos Rivera - "Amor" – Danny Ocean - "Dime Quién" – Lagos - "Igual Que un Ángel" – Kali Uchis & Peso Pluma | |

### Música eletrônica
| Melhor Interpretação de Música Eletrônica Latina - "Bzrp Music Sessions, Vol. 53" (Tiësto Remix) – Bizarrap, Shakira e Tiësto - "La Ceniza" – Ale Acosta featuring Valeria Castro - "Drum Machine" – Alok - "Pedju Kunumigwe" – Alok e Guarani Nhandewa - "BAMBOLE" – Vikina featuring Deorro |

### Música urbana
| Melhor Fusão/Interpretação Urbana | Melhor Interpretação Reggaeton |
| --- | --- |
| - "Tranky Funky" – Trueno - "Nadie Sabe" – Bad Bunny - "Corazon Vacio" – María Becerra - "Young Miko: Bzrp Music Sessions, Vol. 58" – Bizarrap & Young Miko - "S91" – Karol G                              | - "Perro Negro" – Bad Bunny part. Feid - "Un Preview" – Bad Bunny - "Triple S – J Balvin part. Jowell & Randy & De la Ghetto - "Byak" – Álvaro Díaz part. Rauw Alejandro - "Qlona" – Karol G part. Peso Pluma - "Labios Mordidos" – Kali Uchis part. Karol G                       |
| Melhor Álbum de Música Urbana | Melhor Canção Rap/Hip Hop |
| - Mañana Será Bonito (Bichota Season) – Karol G - Nadie Sabe Lo Que Va a Pasar Mañana – Bad Bunny - Sol María – Eladio Carrión - Sayonara – Álvaro Díaz - Ferxxocalipsis – Feid - El Último Baile – Trueno | - "Aprender a Amar" – Nathy Peluso - "Bendecido" – Eladio Carrión - "Blam Blam" – Vico C part. Al2 El Aldeano - "La Sabia Escuela" – Akapellah part. Canserbero & Lil Supa - "Teléfono Nuevo" – Bad Bunny part. Luar La L - "Thunder y Lightning" – Bad Bunny part. Eladio Carrión |
| Melhor Canção Urbana | |
| - "Bonita" – Daddy Yankee - "Columbia" – Quevedo - "El Cielo" – Sky Rompiendo, Feid & Myke Towers - "La Falda" – Myke Towers - "Luna" – Feid part. ATL Jacob - "Qlona" – Karol G part. Peso Pluma          | |

### Rock
| Melhor Álbum de Rock - El Dorado (En Vivo) – Aterciopelados - Diáspora Live Vol.1 – La Vida Bohème - Herencia Lebón – David Lebón - Alicia en el Metalverso – Mägo de Oz - Mi Mejor Enemigo – Viniloversus | Melhor Canção de Rock - "No Me Preguntes (Live)" – Draco Rosa - "Algo Bueno Tenía Que Tener (Bogotá)" – Diamante Eléctrico - "Animal Temporal" – Viniloversus) - "Camaleónica" – Ali Stone - "Qué Más Quieres" – The Warning         |
| Melhor Álbum Pop/Rock - Reflejos de lo Eterno – Draco Rosa - Cuando Ella Me Besó Probé a Dios – Bruses - Jet Love – Conociendo Rusia - Jay de la Cueva – Jay de la Cueva - Adentro – Francisca Valenzuela  | Melhor Canção Pop/Rock - "5 Horas Menos" – Conociendo Rusia part. Natalia Lafourcade - "Acapulco" – Siddhartha & Emmanuel Horvilleur - "Afilá" – Ali Stone - "Blanco y Negro" – Lagos part. Elena Rose - "Diciembre" – Los Mesoneros |

### Música alternativa
| Melhor Álbum de Música Alternativa | Melhor Canção Alternativa |
| --- | --- |
| - Autopoiética – Mon Laferte - Por Cesárea – Dillom - Hiper – Hello Seahorse! - Nica – Nicole Horts - Pandora – Ali Stone - DESCARTABLE – Wos | - "El Día Que Perdí Mi Juventud" – Nathy Peluso - "Cabecear" – J Noa - "Déjalo Ir" – Francisca Valenzuela - "Insomnia" – Goyo - "Lloro" – Nicole Horts |

### Música tropical
| Melhor Álbum de Salsa | Melhor Álbum de Cumbia/Vallenato |
| --- | --- |
| - Siembra: 45° Aniversario – Rubén Blades e Roberto Delgado & Orquesta - Yo Deluxe – Christian Alicea - Muevense – Marc Anthony - Joyas Que Bailan – Ronald Borjas - Coexistencia – Luis Figueroa | - Ta Malo – Silvestre Dangond - De la Uno a la 1000 (Primera Temporada) – Omar Geles - Se Agradece – Los Ángeles Azules - Vallenatos Pa Enamorar – Osmar Pérez & Geño Gamez - La Sociedad de la Cumbia (Big Band Live) – Puerto Candelaria           |
| Melhor Álbum Merengue/Bachata | Melhor Álbum Tropical Tradicional |
| - Radio Güira – Juan Luis Guerra 4.40 - Agradecido Live! – Eddy Herrera - Superhéroe Merengue – Magic Juan - Lo Tengo Todo – Oscarito - Llamada Perdida – Prince Royce                            | - Rodando por el Mundo – José Alberto "El Canario" - Tengo Algo Que Decirte – Luis Fernando Borjas - Voces de Mi Familia – Alex Cuba - Los Mismos Negros – Yelsy Heredia - A Mis Ancestros – Yeisy Rojas                                             |
| Melhor Álbum Tropical Contemporâneo | Melhor Canção Tropical |
| - Tropicalia – Fonseca - Epílogo: La Clave del Tiempo – Jeremy Bosch - cuatro – Camilo - Monte Adentro – Gusi - La Fiesta – Ilegales                                                              | - "Mambo 23" – Juan Luis Guerra 4.4 - "Baila y Goza" – Renesito Avich part. Rafael "Pollo" Brito - "Con Dinero y Sin Dinero" – Fonseca & Grupo Niche - "Hasta Que Aguante el Cuerpo" – Dayhan Díaz & Pupy Santiago - "Llorar Bonito" – Luis Figueroa |

### Cantor-Compositor
| Melhor Álbum Cantor Compositor | Melhor Canção de Cantor/Compositor |
| --- | --- |
| - Pausa – Leonel García - Compita del Destino – El David Aguilar - Scratch de Versos – El Riqué - De Magia Imperfecta – Nicolle Horbath - El Abrazo – Rozalén | - "Derrumbe" – Jorge Drexler - "García" – Kany García - "Antes Que O Mundo Acabe" – Tiago Iorc - "Entonces" – Rozalén - "Luz de Cabeza" – El David Aguilar |

### Música regional mexicana
| Melhor Álbum de Música Ranchera/Mariachi | Melhor Álbum de Música Banda |
| --- | --- |
| - Te Llevo en la Sangre – Alejandro Fernández - Mariachi y Tequila (Deluxe) – Majo Aguilar - Que Llueva Tequila – Pepe Aguilar - Romances Eternos – Mariachi Sol de México de José Hernández  | - Diamantes – Chiquis - Presente – Julión Álvarez y Su Norteño Banda - Yo Te Extrañaré – Luis Ángel "El Flaco" |
| Melhor Álbum de Música Tejana | Melhor Álbum de Música Nortenha |
| - Imperfecto – El Plan - Siempre Gabriella – Gabriella - Ganas (Deluxe) – Vilax | - El Comienzo – Grupo Frontera - Modus Operandi – Intocable - LNDT – Los Nietos de Terán - Te Amaré – Pesado - Terca – Sofi Saar |
| Melhor Álbum de Música Mexicana Contemporânea | Melhor Canção Regional |
| - Boca Chueca, Vol. 1 – Carín León - Nata Montana – Natanael Cano - EVOLUXION – DannyLux - Jugando a Que No Pasa Nada – Grupo Frontera - Trastornado – Michelle Maciel - Génesis – Peso Pluma | - "El Amor de Su Vida" – Grupo Frontera e Grupo Firme - "Aquí Mando Yo" – Los Tigres del Norte - "Canción Para Olvidarte" – Majo Aguilar - "Por el Contrario" – Becky G part. Angela Aguilar & Leonardo Aguilar - "Tienes Que Ser Tú" – La Energía Norteña |

### Instrumental
| Melhor Álbum Instrumental |
| --- |
| - Tembla – Hamilton de Holanda e C4 Trio - Impronta – Omar Acosta - Claude Bolling Goes Latin – Suite for Flute and Latin Music Ensemble – Carlomagno Araya, Jose Valentino & The Latin Music Ensemble - Capriccio Latino – Alexis Cárdenas - Encontro Das Águas – Yamandu Costa & Armandinho Macêdo |

### Música tradicional
| Melhor Álbum de Música Folclórica | Melhor Álbum de Tango |
| --- | --- |
| - Raíz Nunca Me Fuí – Lila Downs, Niña Pastori & Soledad - Canto y Rio – Martina Camargo - C4 Suena a Navidad – C4 Trío - Paisajes – Ciro Hurtado - Bullerengue y Tonada – Tonada | - Apiazolado – Diego Schissi Quinteto - El Cantor de Tangos – Guillermo Fernández featuring Cristian Zarate - Tangos Cruzados – Franco Luciani & Fabrizio Mocata - ¿Y el Fin del Amor? – Mariana Mazú - Ya Está en el Aire – Ulmann Cuarteto |
| Melhor Álbum de Música Flamenca | |
| - Historias de un Flamenco – Antonio Rey - Andenes del Tiempo – Vicente Amigo - Rumberas – Las Migas                                                                              | |

### Jazz
| Melhor Álbum de Jazz Latino/Jazz |
| --- |
| - Pra Você, Ilza – Hermeto Pascoal & Grupo - Collab – Hamilton de Holanda & Gonzalo Rubalcaba - Searching for a Memory (Busco Tu Recuerdo) – Sammy Figueroa part. Gonzalo Rubalcaba & Aymée Nuviola - My Heart Speaks – Ivan Lins - El Arte del Bolero, Vol. 2 – Miguel Zenón & Luis Perdomo |

### Música cristã
| Melhor Álbum de Música Cristã (Língua Espanhola)                                                                                          | Melhor Álbum de Música Cristã (Língua Portuguesa) |
| --- | --- |
| - Kintsugi – Un Corazón - Necesito de Ti – Jesús Israel - No Yo, Sino Cristo – Majo y Dan - Maverick – Redimi2 - Tu Iglesia – Marcos Witt | - Deixa Vir - Vol II (Ao Vivo) – Thalles Roberto - Ele É Jesus - Ao Vivo – Bruna Karla - In Concert (Ao Vivo) – Rosa de Saron - Vida (Ao Vivo) – Eli Soares - Temporal – Vocal Livre |

### Língua portuguesa
| Melhor Álbum de Pop Contemporâneo em Língua Portuguesa - Os Garotin de São Gonçalo – Os Garotin - Afrodhit – IZA - Super – Jão - Amaríssima – Melly - Escândalo Íntimo – Luísa Sonza | Melhor Álbum de Rock ou Música Alternativa em Língua Portuguesa - Erasmo Esteves – Erasmo Carlos - No Rastro de Catarina – Cátia de França - Me Chama de Gato Que Eu Sou Sua – Ana Frango Elétrico - Ontem Eu Tinha Certeza (Hoje Eu Tenho Mais) – Jovem Dionisio - Lagum Ao Vivo – Lagum |
| Melhor Interpretação Urbana em Língua Portuguesa - "Cachimbo da Paz 2" – Gabriel O Pensador, Lulu Santos & Xamã - "Joga Pra Lua" – Anitta part. Dennis & Pedro Sampaio - "Da Braba" – Gloria Groove part. Ludmilla & MC GW - "Carta Aberta" – MC Cabelinho - "Fé nas Maluca" – MC Carol & IZA - "La Noche" – Yago Oproprio part. Patricio Sid | Melhor Álbum de Samba/Pagode - Xande Canta Caetano – Xande de Pilares - Alcione 50 Anos (Ao Vivo) – Alcione - Iboru – Marcelo D2 - Tardezinha Pela Vida Inteira (Ao Vivo) – Thiaguinho - Subúrbio (Ao Vivo) – Tiee                                                                        |
| Melhor Álbum de MAPB (Música Afro-Portuguesa-Brasileira) - Se o Meu Peito Fosse o Mundo– Jota.Pê - D Ao Vivo Maceió – Djavan - Portas (Ao Vivo) – Marisa Monte - Outros Cantos – Milton Nascimento & Chitãozinho & Xororó - No Tempo da Intolerância – Elza Soares                                                                            | Melhor Álbum de Música Sertaneja - Boiadeira Internacional (Ao Vivo) – Ana Castela - Paraíso Particular (Ao Vivo) – Gusttavo Lima - Cintilante (Ao Vivo) – Simone Mendes - Raiz Goiânia (Ao Vivo) – Lauana Prado - Luan City 2.0 (Ao Vivo) – Luan Santana                                 |
| Melhor Álbum de Música de Raízes em Língua Portuguesa - Mariana e Mestrinho – Mariana Aydar e Mestrinho - Aguidavi do Jêje – Aguidavi Do Jêje & Luizinho Do Jêje - De Norte a Sul – João Gomes - Night Clube Forró Latino (Volume I) – Marcelo Jeneci - Faróis do Sertão – Gabriel Sater                                                      | Melhor Canção em Língua Portuguesa - "Ouro Marrom" – Jota.Pê - "Alinhamento Milenar" – Jão - "Ata-me" – Alaíde Costa - "Chico" – Luísa Sonza - "Esperança" – Criolo, Dino D'Santiago & Amaro Freitas                                                                                      |

### Música infantil
| Melhor Álbum Infantil Latino |
| --- |
| - ¡A Cantar! – Danilo & Chapis - Navidad de Norte a Sur: Cantoaegre Big Band (En Vivo) – Cantoalegre & Orquesta La Pascasia - Cantemos Juntos – Claraluna - Dun Dun Dara – Payasitas Nifu Nifa - Todos Podemos Cantas 2024 – Todos Podemos Cantar |

### Música clássica
| Melhor Álbum de Música Clássica | Melhor Obra/Composição Clássica Contemporânea |
| --- | --- |
| - Fandango – Orquestra Filarmônica de Los Angeles - Aire, Aire... No Puedo Respirar – Nueva Filarmônica - Credo for Orchestra, Choir and Five Soloists – Orquestra Sinfônica Simón Bolívar & Coral Nacional Simón Bolívar - Fantasies of Buenos Aires – Lincoln Trio - The Latin Rites – ADDA Simfònica Alicante | - "Fandango" – Orquestra Filarmônica de Los Angeles, Gustavo Dudamel & Anne Akiko Meyers - "Caribben Berceuse" – Barcelona Clarinet Players, Paquito D'Rivera, North Texas Wind Symphony; Eugene Migliaro Corporon, condutor - "Concerto for Electric Bass and Orchestra – Live at Adrienne Arsht Center Miami" – Rodner Padilla, Miami Symphony Orchestra; Eduardo Marturet, condutor - "La Minerva – III. Himno a la Mujer" – Juan Pablo Contreras, Orquesta Latino Mexicana, Angélica Olivo - "Meditation No. 1" – Takács Quartet & Julien Labro - "Sueño Austral" – Barcelona Clarinet Players, Freiburger Blasorchester, Miguel Etchegoncelay & Daniel Freiberg |

### Arranjo
| Melhor Arranjo |
| --- |
| - "Night in Tunisia" – Hilario Durán and His Latin Jazz Big Band part. Paquito D'Rivera - "Sueño Austral" – Barcelona Clarinet Players, Freiburger Blasorchester, Miguel Etchegoncelay & Daniel Freiberg - "Fuego de Noche, Nieve de Dia" – Ricky Martin & Christian Nodal - "Linha de Passe" – Orquestra Jazz de Matosinhos, Gabi Guedes & Kiko Freitas - "Rapsodia Aérea" – Andrés Soto, Orquesta Sinfónica Nacional de Costa Rica & Carl St. Clair |

### Projeto Gráfico
| Melhor Projecto Gráfico de um Álbum |
| --- |
| - En Vivo – 100 Años de Azúcar – Celia Cruz - Figurantes – Vetusta Morla - Karma – Diana Burco - Realismo Mágico – Carlos Sadness - Tekoá – Jair Oliveira |

### Compositor
| Compositor do Ano                                                                            |
| -------------------------------------------------------------------------------------------- |
| - Édgar Barrera - Yoel Henríquez - Manuel Lorente Freire - Horacio Palencia - Pablo Preciado |

### Produção
| Melhor Álbum de Engenharia de Gravação | Produtor do Ano                                                                                        |
| --- | --- |
| - Se o Meu Peito Fosse o Mundo – Jota.Pê - Analu – Analu Sampaio - Era Uma Vez – Mobi Colombo - Os Garotin De São Gonçalo – Os Garotin - Quem É Ela? – Mariana Nolasco | - Édgar Barrera - Eduardo Cabra - Nico Cotton - Juan Luis Guerra & Janina Rosado - Julio Reyes Copello |

### Vídeo Musical
| Melhor Vídeo Musical Versão Curta | Melhor Video Musical Versão Longa |
| --- | --- |
| - "313" – Residente part. Penélope Cruz & Sílvia Pérez Cruz - "Ale Ale" – Marc Anthony - "Baticano" – Bad Bunny - "Oliveira dos cen anos" – C. Tangana - "Sálvanos" – Leonel García - "Glock" – Mau y Ricky | - Grasa (Album Long Form) – Nathy Peluso - Beautiful Humans Vol 1. Documental – AleMor - Meu Karma – Jovem Mk - Hotel Caracas – Mau y Ricky - Nacimos Llorando – Rubio |